# Ross Alexander
Alexander Ross Smith Jr. (Brooklyn, Nueva York, 27 de julio de 1907-Los Ángeles, California, 2 de enero de 1937) más conocido como Ross Alexander, fue un actor estadounidense. 
En su época escolar practicó el atletismo y las artes dramáticas. Comenzó en el teatro en Broadway, en obras como The Ladder (1926) y Let Us Be Gay (1929), que le servirían de trampolín para estrenarse en el cine en 1932 con The Wiser Sex, con Paramount Pictures. Sin embargo, no obtuvo más papeles en la pantalla grande, por lo que retornó al teatro. Fue la Warner la que se percató del talento de Ross. Debido a su apariencia juvenil e indócil, participó en musicales y películas de temas colegiales, entre ellas Flirtation Walk (La generalita, 1934) y Maybe It´s Love (1935). En roles dramáticos actuó, ese mismo año, con El sueño de una noche de verano (como Demetrius) y El capitán Blood (Jeremy Pitt). 
A espaldas de su carrera Alexander era homosexual, y para la compañía fue dificultoso mantenerlo oculto junto a su estatus de estrella del cine. Contrajo un aparente matrimonio de conveniencia con Aleta Friele, que terminó trágicamente con el suicidio de la chica. Nuevamente se casó, esta vez con Anne Nagel. De todos modos los estudios no tenían la suficiente paciencia para prevenir un escándalo debido a la tendencia sexual del actor y su carrera empezó a tambalear. Agregado a esto, Alexander estaba sumido en deudas económicas. A cinco meses de su segundo matrimonio, a los 29 años, el actor se mató con una pistola. El filme Ready, Willing and Able (1937), en el que hizo su última actuación, fue estrenado después de su fallecimiento.